# 若尔当测度

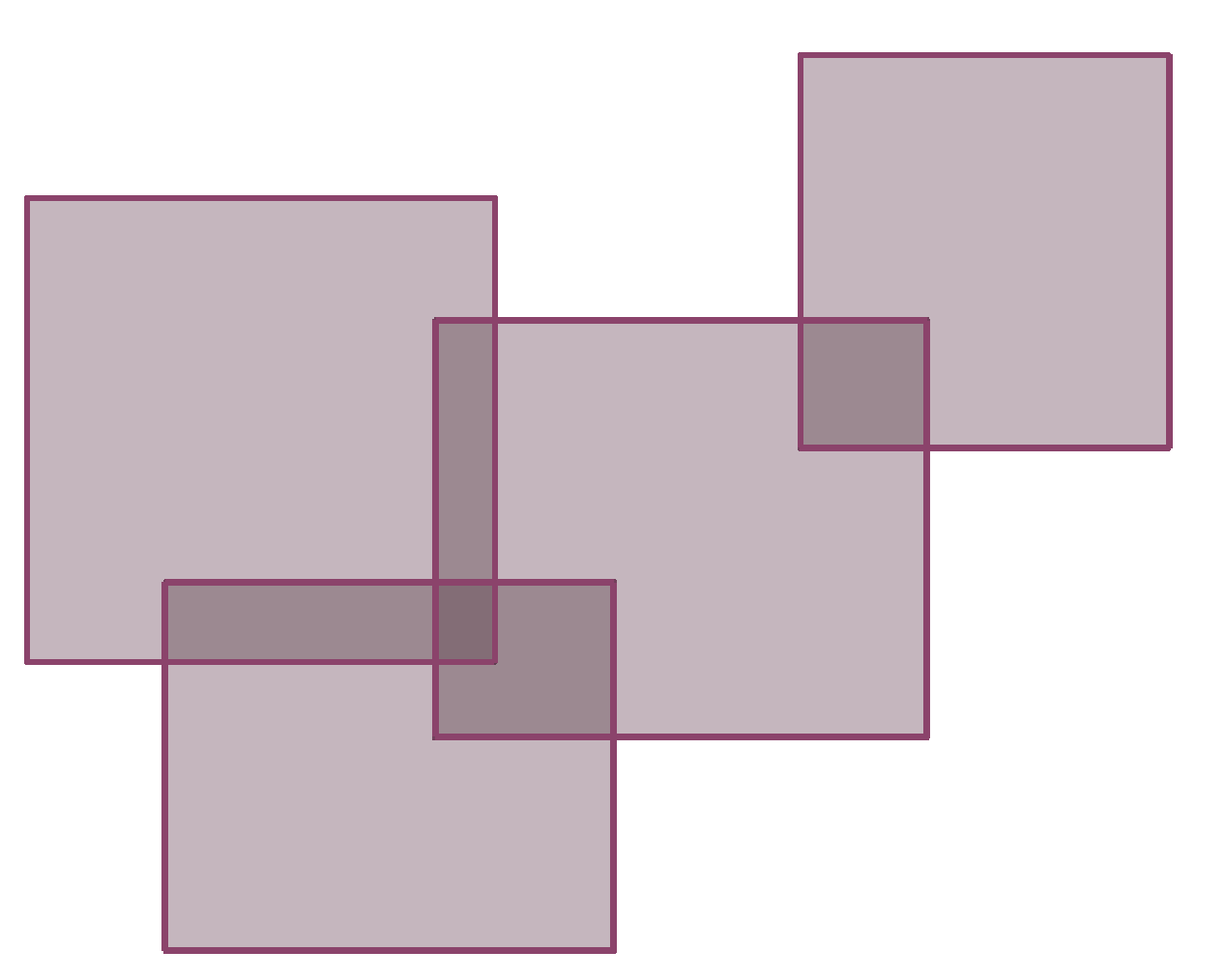
A simple set is, by definition, a union of (possibly overlapping) rectangles.

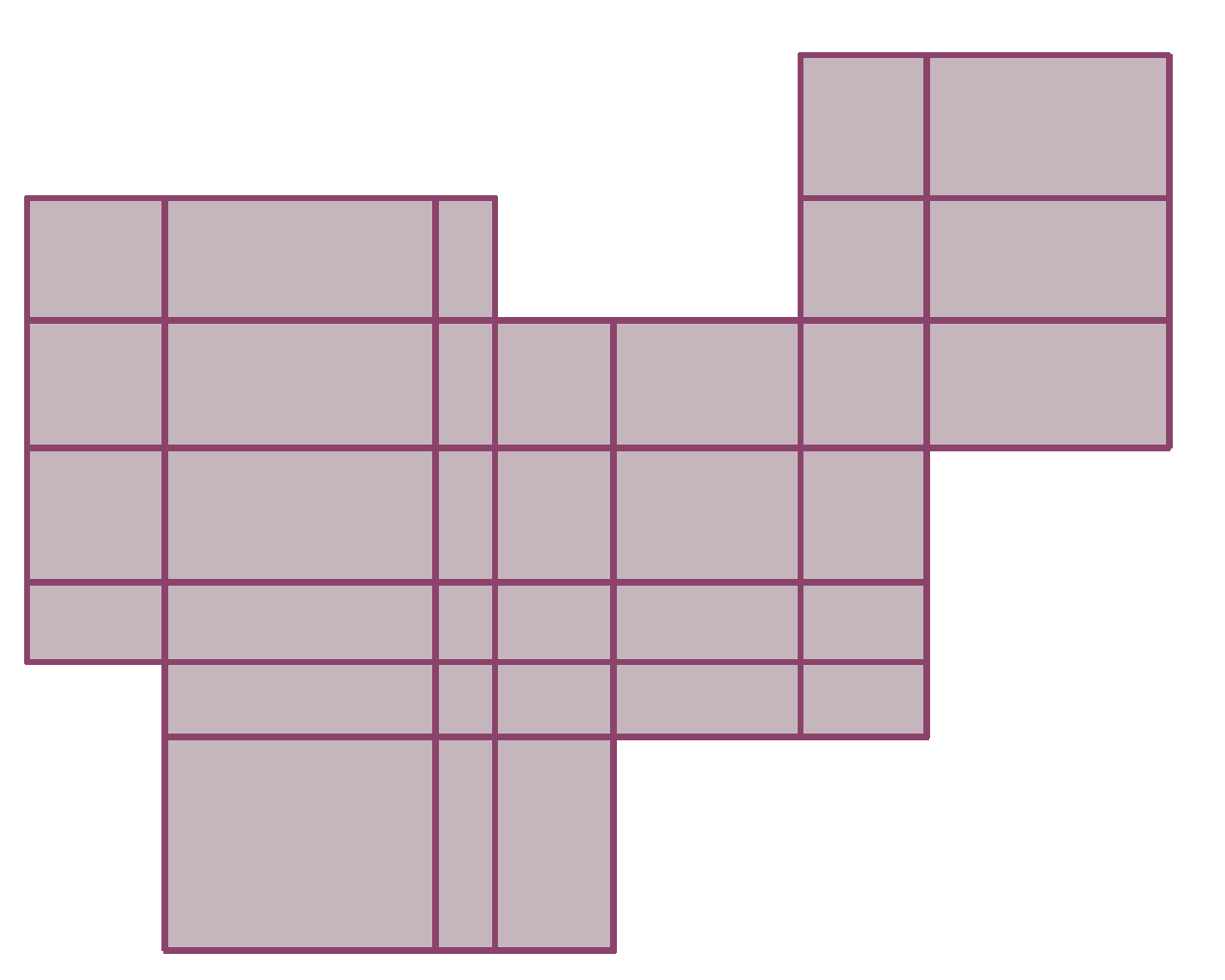
The simple set from above decomposed as a union of non-overlapping rectangles.

若尔当测度（英語：Jordan measure）是面積測度方式，數學家卡米尔·若尔当所提出。设E是{\displaystyle R^{n}}中的一个有界集，而f是在E上取值为1的函数，如果f在E上可积，则称E为Jordan可测的（可求体积的）。并且记{\displaystyle \int _{E}^{}1dx=\mu \left(E\right)}，称为E的Jordan测度，也就是E的体积。